# Gildinho
Nésio Alves Corrêa, mais conhecido como Gildinho (Soledade, 18 de janeiro de 1942 – Porto Alegre, 11 de janeiro de 2025) foi um acordeonista e cantor brasileiro.
Em 1961, Nésio saiu de Soledade e foi para Erechim, em busca de se tornar músico profissional. Iniciou a carreira tocando nos programas de auditório em rádios de Erechim, como o Amanhecer no Rio Grande, pela Rádio Difusão e, mais tarde, o Assim Canta o Rio Grande, pela Rádio Erechim. Foi no rádio, devido ao seu favoritismo pelas músicas de Gildo de Freitas, que recebeu o nome artístico de Gildinho. Com a audiência dos programas, começou a animar pequenos bailes na região.
Em 1967 formou com o irmão caçula a dupla Gildinho e Chiquito e, em 1972, os dois fundaram o grupo Os Monarcas.
Em agosto de 2016 passa a integrar a Academia Erechinense de Letras.
Em 11 de janeiro de 2025, após vinte anos de luta contra um câncer, não resistiu e faleceu no Hospital Mãe de Deus, em Porto Alegre.

## Prêmios e indicações

### Prêmio Açorianos
| Ano  | Categoria                         | Indicação | Resultado |
| ---- | --------------------------------- | --------- | --------- |
| 2008 | Instrumentista de Música Regional | Gildinho  | Indicado  |